# Ciprian Porumbescu
Ciprian Porumbescu (născut Ciprian Golembiowski Porumbescu; n. 14 octombrie 1853, Șipotele Sucevei, Imperiul Austriac – d. 6 iunie 1883, Stupca, Austro-Ungaria) a fost un compozitor român.

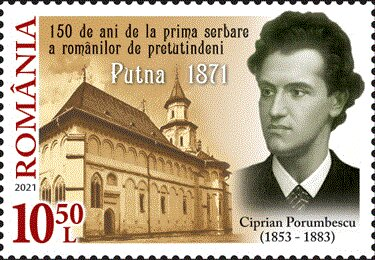
CiprianPorumbescu pe un timbru românesc din 2021

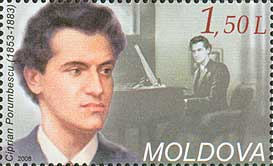
Ciprian Porumbescu pe un timbru din Republica Moldova

## Originea și numele
Ciprian Porumbescu a fost fiul preotului ortodox Iraclie Porumbescu. Născut Ciprian Golembiowski (Golemb, Galamb=porumbei), acesta din urmă își schimbă numele de familie în Porumbescu în 1881.

## Studii
A început studiul muzicii la Suceava și Cernăuți, apoi a continuat la „Konservatorium für Musik und darstellende Kunst” în Viena, cu Anton Bruckner și Franz Krenn. În această perioadă îl frecventează, la Viena, pe Eusebius Mandyczewski, compozitor bucovinean, cu care se perfecționează, în particular, la teoria muzicii.  Între 1873 și 1877 a studiat teologia ortodoxă la Cernăuți, unde a și condus societatea studențească Arboroasa. 
A fost unul dintre cei mai faimoși compozitori pe vremea sa. Printre cele mai populare lucrări sunt: „Balada pentru vioară și orchestră” op. 29, opereta „Crai nou” pusă în scenă pentru prima dată în sala festivă a Gimnaziului Românesc din Brașov (astăzi Colegiul Național „Andrei Șaguna”), unde pentru scurtă vreme a fost profesor de muzică (1881-1883).
În plus, a compus muzica pentru celebrul cântec patriotic „Pe-al nostru steag e scris Unire”, muzică ce este folosită astăzi și de către Albania pentru imnul național „Hymni i Flamurit”. De asemenea, a scris și melodia fostului imn al României din epoca Ceaușescu Trei culori.
A murit la 29 de ani la Stupca, acum acest sat fiind numit în onoarea sa Ciprian Porumbescu.
În 1972-1973, regizorul de film Gheorghe Vitanidis a realizat un foarte popular film artistic de lung metraj pentru ecran panoramic, în două serii, cu Vlad Rădescu debutând în rolul compozitorului.

## Biografie
Ciprian Porumbescu s-a născut în data de 14 octombrie 1853, la Șipotele Sucevei, într-o casă modestă de țară, ca fiu al Emiliei și al preotului Iraclie Golembiovski. Viitorul compozitor a utilizat la început numele de Golembiovski, apoi, pentru o perioadă Golembiovski-Porumbescu și mai apoi, Porumbescu. 
Din cauza sărăciei, Ciprian Porumbescu nu s-a putut bucura de o formare muzicală continuă și completă. A început studiul muzicii la Suceava și Cernăuți, unde conducea corul Societății Culturale „Arboroasa”. În anul 1871, la aniversarea a 400 de ani de la zidirea Mănăstirii Putna, la festivități, alături de Mihai Eminescu, Ioan Slavici, A.D. Xenopol, Nicolae Teclu și alții, participă și Ciprian Porumbescu, uimind asistența cu minunatul său cântec de vioară. 
Apoi, cu ocazia unei burse, își continuă studiile la „Konservatorium fur Musik” din Viena, unde dirijează corul Societății Studențești „România Jună”. Aici a scos, în anul 1880, colecția de douăzeci de piese corale și cântece la unison, reunite în „Colecțiune de cântece sociale pentru studenții români” („Cântecul gintei latine”, „Cântecul tricolorului”, „Imnul unirii - Pe-al nostru steag”- actualul imn al Albaniei), prima lucrare de acest gen din literatura română.
După acea perioadă, a urmat cea mai frumoasă etapă a vieții sale artistice. La 11 martie 1882 are loc premiera operei sale „Crai nou” (prima operetă românească, având premiera la Brașov, în Sala Festivă a Gimnaziului Românesc), piesă în două acte scrisă de Ciprian Porumbescu pe textul poeziei poetului Vasile Alecsandri. Succesul imens impune reluarea spectacolului în 12 și 23 martie, pe aceeași scenă. În același an, opereta este montată și la Oravița.
Printre lucrările sale se numără: „Rapsodia română pentru orchestră”, „Serenadă”, „La malurile Prutului”, „Altarul Mănăstirii Putna”, „Inimă de român”, „Odă ostașilor români” și altele. 
Ciprian Porumbescu se stinge din viață în casa de la Stupca, sat numit azi Ciprian Porumbescu în onoarea marelui compozitor, sub ochii tatălui său și ai surorii sale, Mărioara, pe data de 6 iunie 1883, la 29 de ani, fiind bolnav de tuberculoză.
Mormântul lui Ciprian Porumbescu se află în cimitirul satului Stupca, în apropiere de altarul Bisericii "Sfântul Dumitru". El a fost inclus pe Lista Monumentelor Istorice din județul Suceava din anul 2004, având codul  SV-IV-m-B-05697. 
În 1950, principala instituție de învățământ de muzică din România primește numele său: Conservatorul "Ciprian Porumbescu" din București, și poartă acest nume până în anul 1990.
Întreaga sa creație muzicală se încadrează în sfera curentului romantic; manifestând în totalitate elemente tehnice și de expresivitate ale acestui curent. În lucrările sale, Porumbescu inserează tematici patriotice, elemente de expresivitate ce-l definesc ca stil, de o muzicalitate aparte, în care afișează o serie de trăiri personale, gânduri și idei, ce doar în acest mod pot fi auzite.

## Imagini

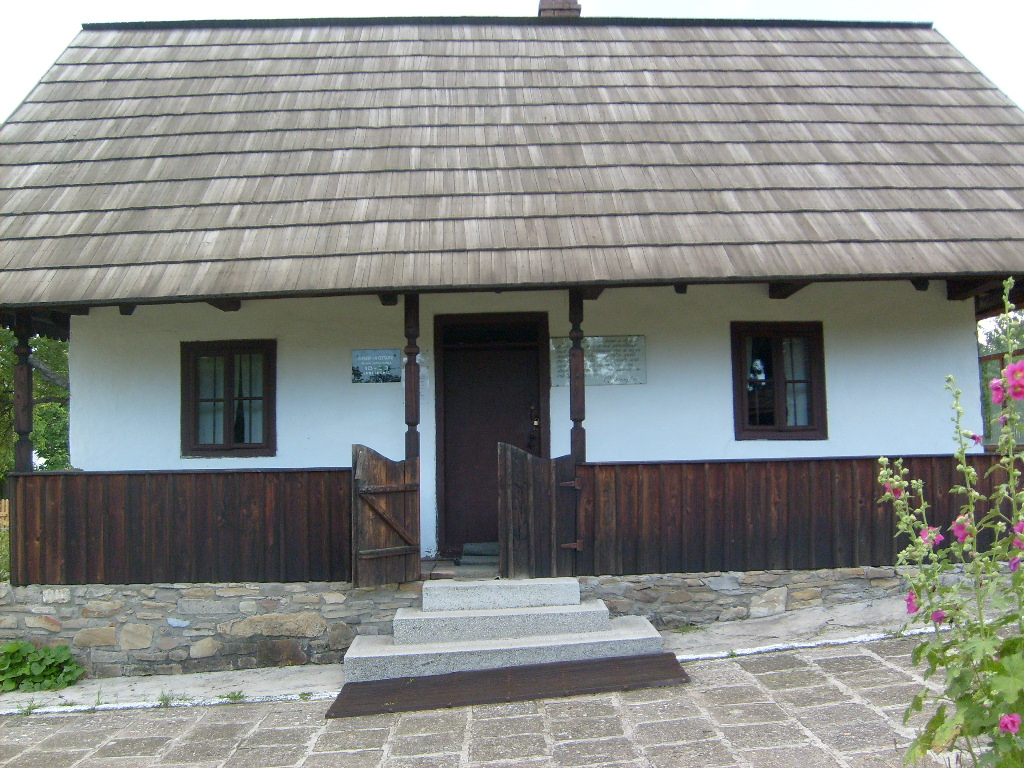
Casa memorială „Ciprian Porumbescu” Stupca
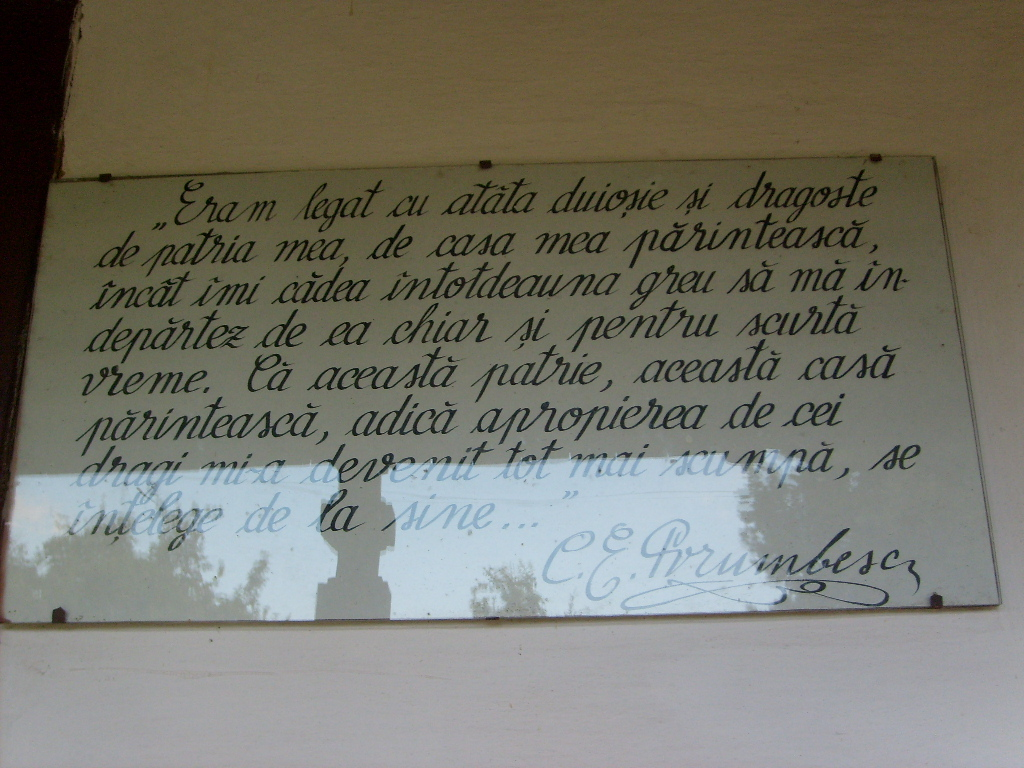
Casa memorială „Ciprian Porumbescu”, Stupca
Statuia lui Ciprian Porumbescu, Stupca
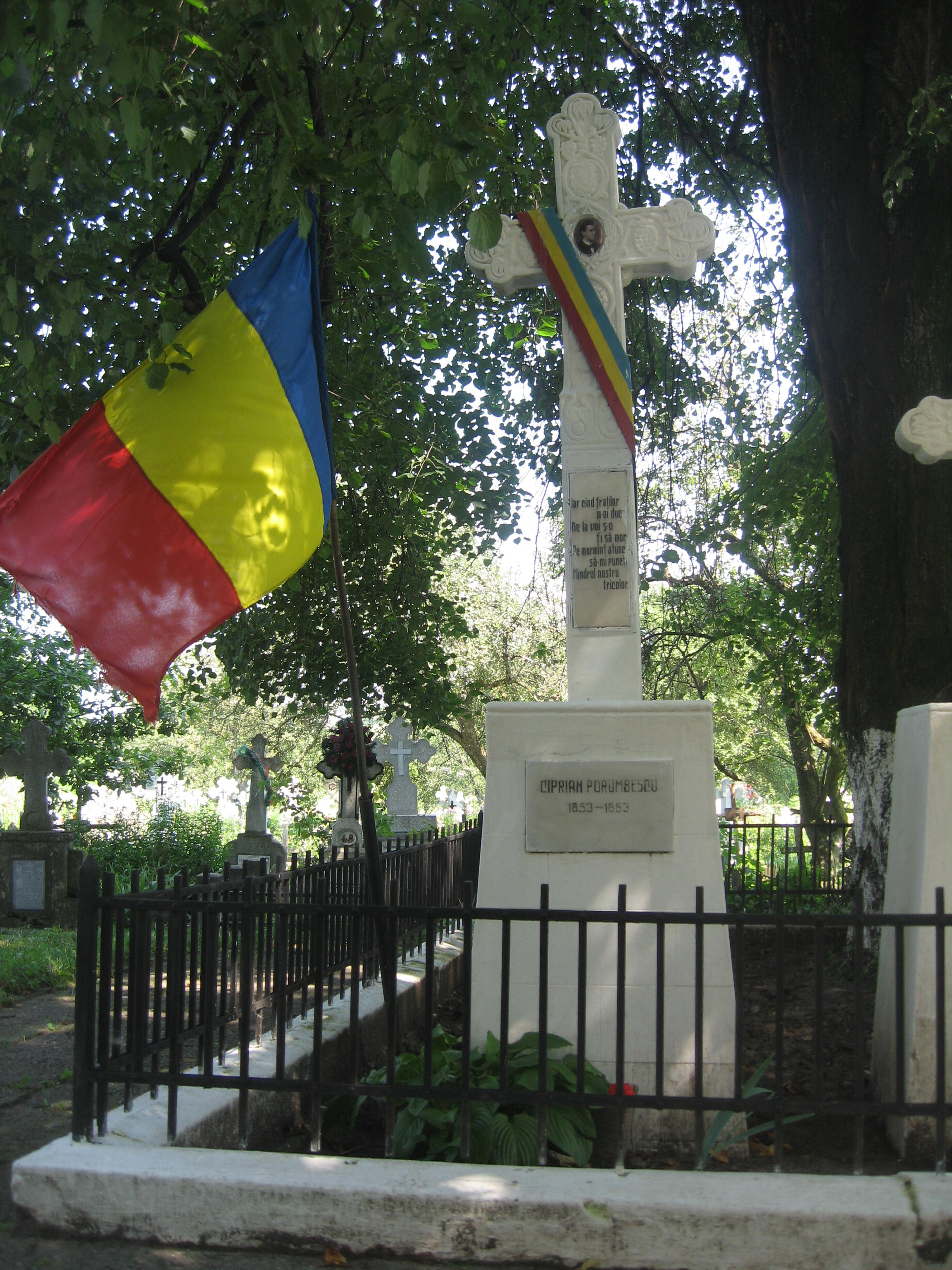
Mormântul lui Ciprian Porumbescu din Stupca
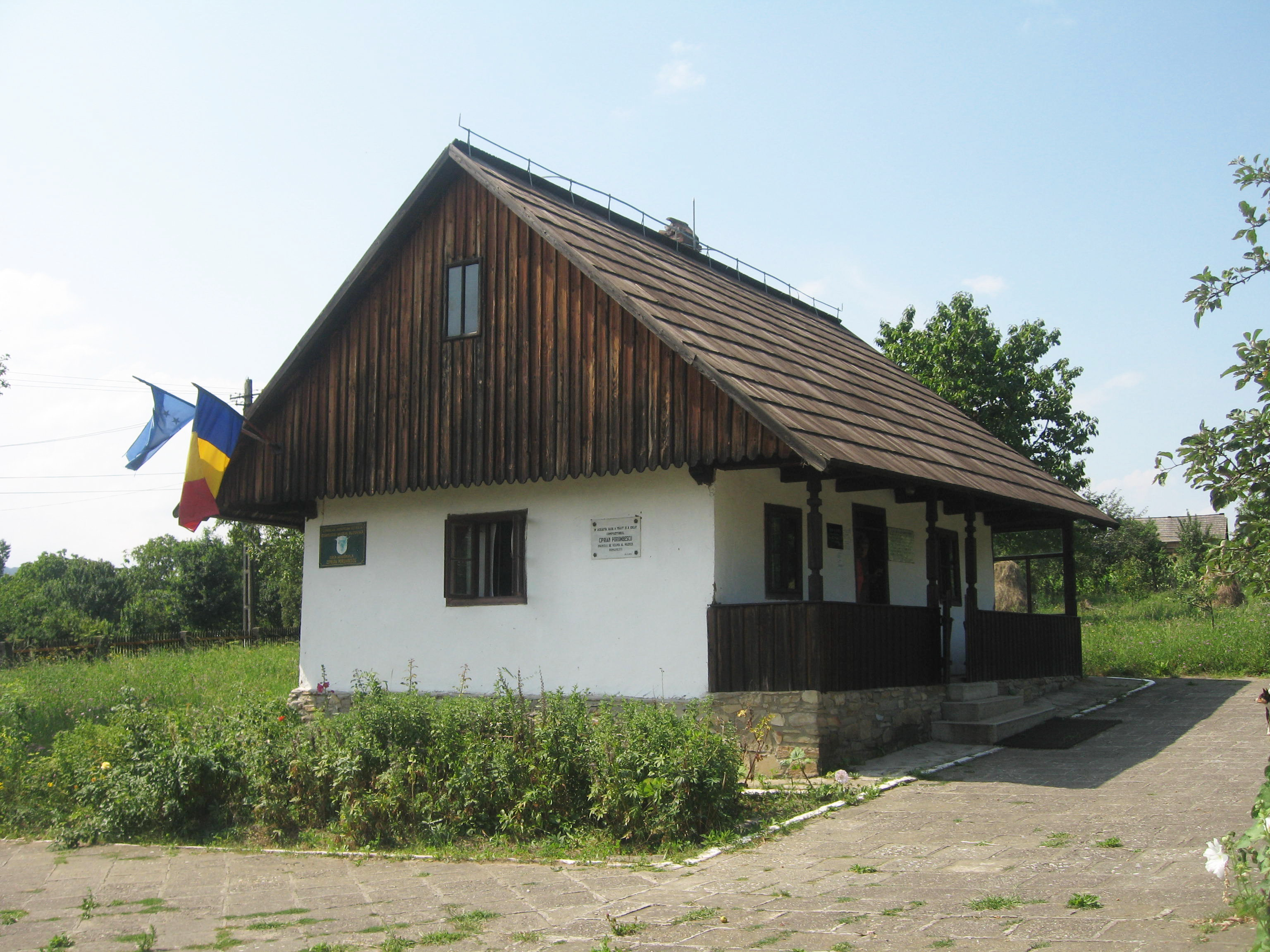
Casa memorială „Ciprian Porumbescu” din Stupca
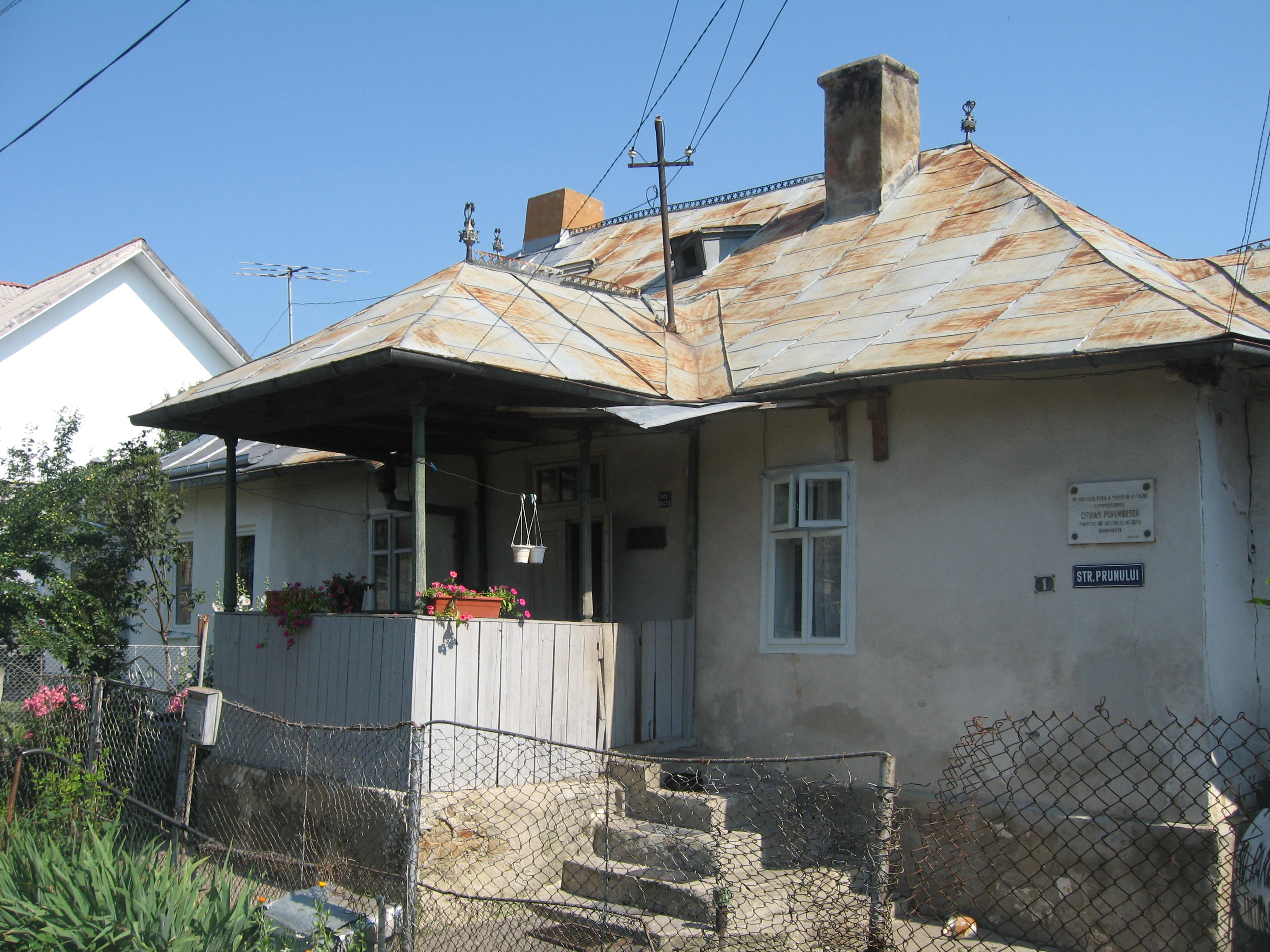
Casa „Ciprian Porumbescu” din Suceava, situată în Str. Prunului nr. 1
Bustul lui Ciprian Porumbescu, amplasat în Parcul Profesor Ioan Nemeș din Suceava
Bustul lui Ciprian Porumbescu din Iași
Sala Festivă a Gimnaziului Românesc, locul primei reprezentații a operetei „Crai nou”
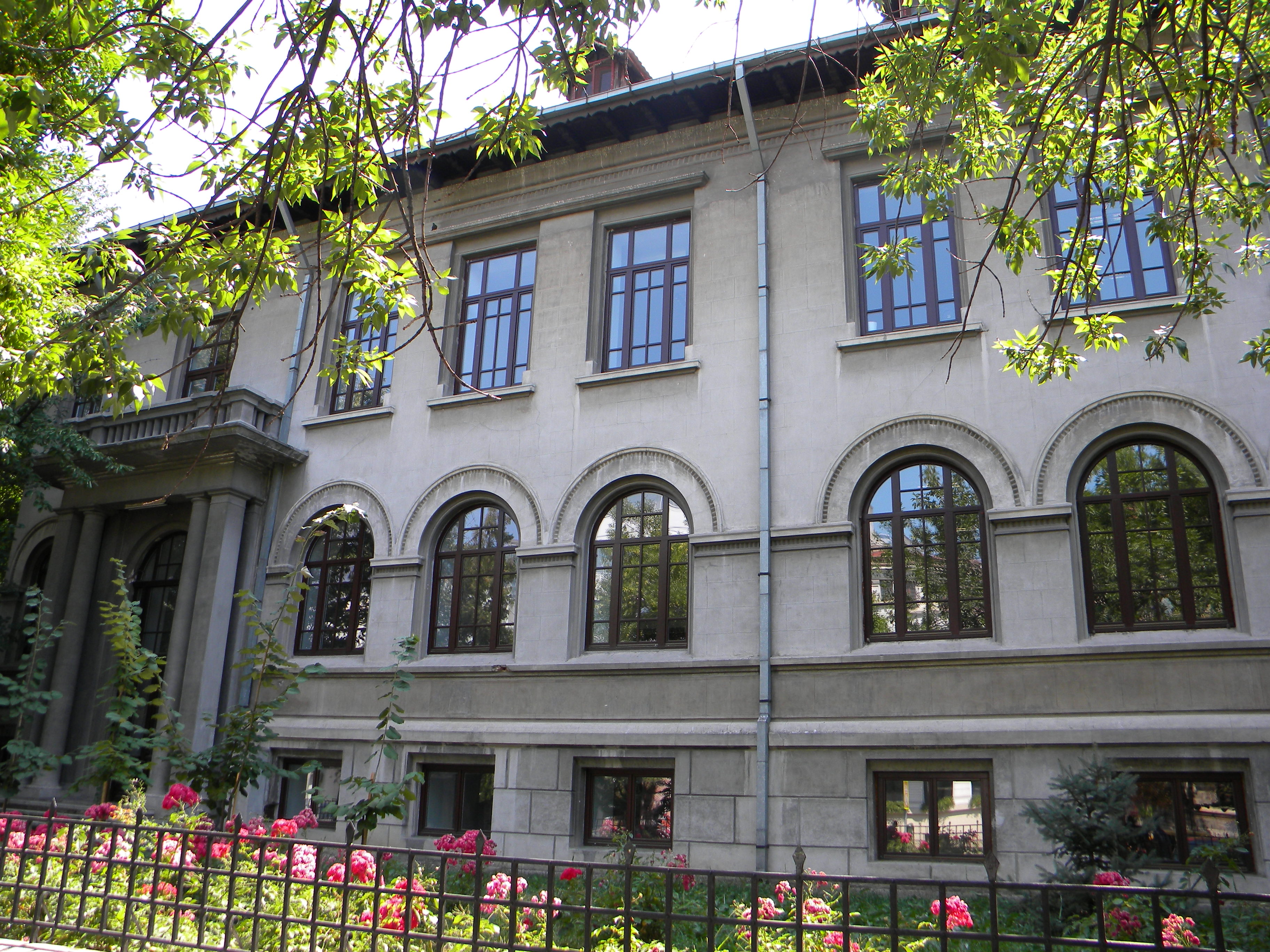
Conservatorul Ciprian Porumbescu
Placa memorială la Palatul Național al Românilor din Cernăuți, azi în Ucraina

## Colecții digitalizate
Colecții digitalizate BCU IAȘI